# 东南欧

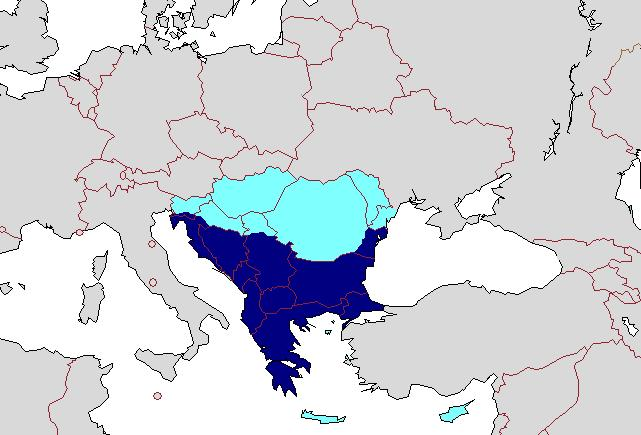
巴爾幹半島
廣義上的東南歐地區

東南歐是地理名詞，主要包含歐洲巴爾幹半島上的國家。這些主權獨立的國家包含：阿爾巴尼亞、波士尼亞與赫塞哥維納、保加利亞、克羅埃西亞、賽普勒斯、希臘、科索沃、北馬其頓、摩爾多瓦、蒙特內哥羅、羅馬尼亞、塞爾維亞與一部分土耳其、意大利、斯洛文尼亞。由於政治、經濟、歷史、文化或者地理因素，東南歐的界線一直被廣泛爭議。

## 定义
现知第一位使用该名词的人为奥地利学者約翰·喬治·馮·漢。约翰用东南欧一词来形容比传统名词巴尔干更广阔的地区。不像东欧、西欧、南欧和北欧在联合国有精确的定义，东南欧一词不论在地理上还是历史上均没有被广泛接受的准确定义。索查河、克爾卡河、薩瓦河、多瑙河一線是最常見的東南歐北界自然地理定義。

### 巴尔干模型
東南歐的基本上是指巴爾幹半島及其周邊的區域。目前已被認為完全包含在內的國家有：阿爾巴尼亞、波斯尼亞和黑塞哥維納、保加利亞、塞浦路斯、希臘、科索沃、北馬其頓、摩爾多瓦、蒙特內哥羅；而至少有部分區域包含在內的國家有：克羅地亞、希臘、意大利、羅馬尼亞、塞爾維亞、斯洛文尼亞及土耳其。

### 東南歐的國家
- 阿尔巴尼亚
- 保加利亚
- [3][4][5]
- 賽普勒斯
- 北賽普勒斯
- 希腊
- 科索沃
- 北馬其頓
- 摩尔多瓦
- 德涅斯特河沿岸
- 蒙特內哥羅
- 羅馬尼亞
- 塞爾維亞

其他國家的部分地區
- 義大利 ──義大利南部的人口被認為有可能與巴爾幹半島的史前人類有遺傳關係，[6]。同時，他也屬於古希臘世界的一部分，在語言學上還保有少數巴爾幹語言的多樣性（英语：Languages of Italy）。
- 土耳其 ──土耳其的東色雷斯地區：伊斯坦堡海峽以北的區域，約佔土耳其國土的百分之三。東色雷斯包含埃迪爾內省（愛第尼省），克爾克拉雷利省，泰基爾達省，和伊斯坦堡省的一部分。
- 斯洛維尼亞──也被认为是中欧国家。

## 区域整合

### 东南欧稳定公约
東南歐穩定公約於1999年制定，旨在加強1999年到2008年間東南歐地區各國間的和平、民主、人權以及經濟。此公約於2008年2月失效，取而代之的是區域合作理事會（RCC）。RCC受到歐盟、美國、日本及土耳其等外部合作夥伴的推動，取代了穩定公約，其參與國家包括了阿爾巴尼亞、波士尼亞與赫塞哥維納、保加利亞、克羅埃西亞、北馬其頓、摩爾多瓦、蒙特內哥羅、羅馬尼亞以及塞爾維亞。

### 東南歐跨國合作計畫
為了提高該地區的整體感與競爭力，根據歐盟的Regional Policy's Territorial Cooperation Objective之框架而設立東南歐計畫（SEE program），從2007年至2013年已有23億5千6百萬歐元的資金挹注。